# Kościół św. Marcina w Dusznikach
Kościół świętego Marcina – rzymskokatolicki kościół parafialny należący do parafii pod tym samym wezwaniem (dekanat pniewski archidiecezji poznańskiej).

## Historia i architektura
Jest to świątynia wzniesiona w 1 połowie XVI wieku i ufundowana przez biskupów poznańskich. Zniszczona została przez pożar w 1758 roku, następnie została odrestaurowana. Oryginalnie była to budowla salowa, od strony wschodniej zamknięta trójbocznie. W latach 1903–04 została przedłużona o jedno przęsło w stronę zachodnią, natomiast w latach 1912-13 została powiększona od strony północnej o nawę boczną i zakrystię. Część gotycka nakryta jest sklepieniami – w trzech przęsłach sieciowo-gwiaździstym, w czwartym gwiaździstym – ozdobionym polichromią Stanisława Smoguleckiego wykonaną w 1913 roku. Budowla posiada rokokowe wyposażenie: ołtarz główny, dwa ołtarze boczne i ambona – powstałe w 2 połowie XVIII wieku. Na belce tęczowej są umieszczone krucyfiks oraz rzeźby Matki Boskiej i św. Jana wykonane w 1 połowie XVI wieku.